# Општина Салча Тудор (Браила)
Салча Тудор (рум. Salcia Tudor) општина је у Румунији у округу Браила.
Oпштина се налази на надморској висини од 15 m.